# Ефремовская (станция)
Ефремовская (укр. Єфремівська) — железнодорожная станция в Крыму. Открыта в 1965 году.
На станции имеется вокзал с пригородными кассами.

## Дальнее сообщение
Пассажирские поезда на станции не останавливаются.

## Пригородное сообщение
Пригородное сообщение осуществляется по следующим маршрутам:
- Симферополь — Джанкой (3 пары)
- Симферополь — Мамут (1 пара)
- Симферополь — Солёное Озеро (4 пары)